# Albin Henrik Špacapan
Albin Henrik Špacapan, slovenski kamnosek, trgovec in politik, * 8. januar 1878, Miren, † 18. marec 1956, Podgora.

## Življenje in delo
Rodil se je v družini strojarskega delovodje Mihaela in gospodinje Frančiške Špacapan rojene Pavletič. Ljudsko šolo je obiskoval v rojstnem kraju ter se nato v Nabrežini izučil za kamnoseka. Z ženo sta pred prvo svetovno vojno uspešno vodila trgovino, večjo gospodarsko rast pa jima je vojna preprečila. Težki povojni časi so prinesli tudi brezposelnost, zato je zadnje obdobje življenja preživel pri sinu Bernardu, rimskokatoliškemu duhovniku, najprej v Brestovici, nato v Jamljah pri Tržiču in nazadnje v Podgori pri Gorici.
Špacapana so že v mladosti zanimala javna, zlasti socialna vprašanja. Leta 1921 je bil v Mirnu izvoljen za zadnjega slovenskega župana v času fašistične zasedbe Primorske v tem kraju. Vedno je rad pisal in občasno tudi objavljal članke v listih in revijah Delo (Trst, 1922),
Čas, Edinost in goriškem Katoliškem glasu. Leta 1955 je Katoliški glas v šestih nadaljevanjih objavil njegovo socialno razpravo Svetloba in senca demokracije, v kateri razmišlja o poti v pravični svet.